# ウエディング★キッス
『ウエディング★キッス』は、井沢陽子による日本の漫画作品。
『なかよし』（講談社）にて1997年12月号から1998年3月号まで連載された。全4話。単行本は同社の講談社コミックスなかよしより全1巻が刊行された。

## 同時収録作品
コンビニから愛をこめて
『なかよし』1997年10月号掲載。
ツイてるヤツにはかなわない!
『なかよし』1997年5月号掲載。

## 書誌情報
- 井沢陽子『ウエディング★キッス』講談社〈講談社コミックスなかよし〉、1998年4月6日第1刷発行[1]、ISBN 4-06-178886-8
  - 表題作のほか、読み切り作品「コンビニから愛をこめて」「ツイてるヤツにはかなわない!」が同時収録されている。